# Roly Bonevacia
Roly Bonevacia (Lelystad, 8 oktober 1991) is een Nederlands-Curaçaos voetballer die bij voorkeur als middenvelder speelt. 

## Clubcarrière

### Ajax
Bonevacia begon bij VV Reiger Boys in Heerhugowaard. In de zomer van 2001 ging hij naar Ajax. Bonevacia zat in een veel geprezen lichting en tekende in de B1, waarmee hij kampioen van Nederland werd, een driejarig contract bij Ajax. Ook bereikte de controlerende middenvelder de jeugdelftallen van het Nederlands elftal.
Na een sterk begin kreeg de controlerende middenvelder een flinke blessure. Bonevacia kreeg te kampen met een scheurtje in zijn meniscus en moest daardoor de beslissing in de competitie aan zich voorbij laten gaan. Een jaar later was Bonevacia een dragende factor bij Jong Ajax.
Op een afsluitend toernooi van het seizoen 2009/10 maakt hij indruk op Ajax-trainer Martin Jol en hij kwam bij de selectie van het eerste team. Op 14 augustus 2010 debuteerde Bonevacia in de basis in de thuiswedstrijd tegen Vitesse.

### Verhuur aan NAC Breda
Voor het seizoen 2011/12 werd Bonevacia samen met Florian Jozefzoon door Ajax verhuurd aan NAC Breda. Bonevacia heeft rugnummer 4 toegewezen gekregen. Bonevacia speelde in de Eredivisie achttien competitiewedstrijden voor NAC Breda.

### Terugkeer bij Ajax
Na zijn verhuurperiode bij NAC Breda keerde Bonevacia terug bij Ajax. Hier draaide hij onder trainer Frank de Boer mee in de voorbereiding. Na afloop van de voorbereiding werd echter besloten Bonevacia voorlopig in Jong Ajax te laten spelen. Bij Ajax kreeg Bonevacia voor het seizoen 2012/13 rugnummer 36 toegewezen.

### Verhuur aan Roda JC
Hierna kwam hij niet in de plannen voor van toenmalig trainer Frank de Boer. Op 30 december 2012 werd bekendgemaakt dat Roda JC Bonevacia een halfjaar van Ajax zou huren, waarna hij een contract tot medio 2015 zou tekenen bij de club. In dit half jaar kwam Bonevacia in de Eredivisie tot zestien wedstrijden, waarin hij één keer doel trof en één gele kaart ontving. Daarnaast speelde hij vier wedstrijden in de play-offs. Bonevacia degradeerde op zaterdag 3 mei 2014 met Roda JC naar de Eerste divisie.

### Wellington Phoenix en Western Sydney Wanderers
Hij verruilde in juli 2014 Roda JC voor Wellington Phoenix, waar hij in mei 2015 zijn contract verlengde tot medio 2018. In zijn tweede seizoen werd hij opgenomen in het A-League team van het jaar. In het seizoen 2016/17 kwam hij minder aan bod en in mei 2017 ging hij naar Western Sydney Wanderers.
| Seizoen         | Club               | Competitie          | Competitie | Competitie | Beker | Beker | Internationaal | Internationaal | Overig | Overig | Totaal | Totaal |
| Seizoen         | Club               | Competitie          | Wed.       | Dlp.       | Wed.  | Dlp.  | Wed.           | Dlp.           | Wed.   | Dlp.   | Wed.   | Dlp.   |
| --------------- | ------------------ | ------------------- | ---------- | ---------- | ----- | ----- | -------------- | -------------- | ------ | ------ | ------ | ------ |
| 2009/10         | Ajax               | Eredivisie          | 0          | 0          | 0     | 0     | 0              | 0              | 0      | 0      | 0      | 0      |
| 2010/11         | Ajax               | Eredivisie          | 1          | 0          | 1     | 0     | 0              | 0              | 0      | 0      | 2      | 0      |
| Club totaal     | Club totaal        | Club totaal         | 1          | 0          | 1     | 0     | 0              | 0              | 0      | 0      | 2      | 0      |
| 2011/12         | → NAC Breda (huur) | Eredivisie          | 18         | 0          | 1     | 0     | 0              | 0              | 0      | 0      | 19     | 0      |
| Club totaal     | Club totaal        | Club totaal         | 18         | 0          | 1     | 0     | 0              | 0              | 0      | 0      | 19     | 0      |
| 2012/13         | → Roda JC (huur)   | Eredivisie          | 16         | 1          | 0     | 0     | 0              | 0              | 4      | 0      | 20     | 1      |
| 2013/14         | Roda JC            | Eredivisie          | 23         | 0          | 3     | 0     | 0              | 0              | 0      | 0      | 26     | 0      |
| Club totaal     | Club totaal        | Club totaal         | 39         | 1          | 3     | 0     | 0              | 0              | 4      | 0      | 46     | 1      |
| 2014/15         | Wellington Phoenix | A-League            | 27         | 4          | 0     | 0     | 0              | 0              | 1      | 0      | 28     | 4      |
| 2015/16         | Wellington Phoenix | A-League            | 26         | 7          | 0     | 0     | 0              | 0              | 0      | 0      | 26     | 7      |
| 2016/17         | Wellington Phoenix | A-League            | 26         | 4          | 0     | 0     | 0              | 0              | 0      | 0      | 26     | 4      |
| Club totaal     | Club totaal        | Club totaal         | 79         | 15         | 0     | 0     | 0              | 0              | 1      | 0      | 80     | 15     |
| 2017/18         | Western Sydney     | A-League            | 22         | 1          | 0     | 0     | 0              | 0              | 0      | 0      | 22     | 1      |
| 2018/19         | Western Sydney     | A-League            | 23         | 7          | 4     | 2     | 0              | 0              | 0      | 0      | 27     | 9      |
| Club totaal     | Club totaal        | Club totaal         | 45         | 8          | 4     | 2     | 0              | 0              | 0      | 0      | 49     | 10     |
| 2019/20         | Al-Faisaly         | Professional League | 22         | 2          | 2     | 1     | 0              | 0              | 0      | 0      | 24     | 3      |
| Club totaal     | Club totaal        | Club totaal         | 22         | 2          | 2     | 1     | 0              | 0              | 0      | 0      | 24     | 3      |
| 2020/21         | Al-Fujairah        | Arabian Gulf League | 11         | 1          | 4     | 0     | 0              | 0              | 0      | 0      | 15     | 1      |
| Club totaal     | Club totaal        | Club totaal         | 11         | 1          | 4     | 0     | 0              | 0              | 0      | 0      | 15     | 1      |
| Carrière totaal | Carrière totaal    | Carrière totaal     | 215        | 27         | 15    | 3     | 0              | 0              | 5      | 0      | 235    | 30     |

Bijgewerkt tot/en met 8 juli 2021.

## Interlandcarrière
Bonevacia kwam gedurende zijn tijd bij Ajax uit voor verschillende Nederlandse jeugdelftallen. Hij speelde wedstrijden voor het Nederlands elftal onder 15, het Nederlands elftal onder 17 en het Nederlands elftal onder 19. In 2008 speelde hij met de onder 17 op het EK 2008 in Turkije. Hierin strandde het Nederlands elftal in de halve finale, door van Spanje onder 17 te verliezen.
In 2019 werd Bonevacia voor het eerst opgeroepen voor Curaçao door bondscoach Remko Bicentini. Hij behoorde tot de selectie voor de King's cup in Thailand en de CONCACAF Gold Cup 2019. Hij maakte zijn debuut op 5 juni 2019, in de met 1–3 gewonnen wedstrijd tegen India. Hij was direct trefzeker in deze wedstrijd.
| Interlands van Roly Bonevacia voor Curaçao | Interlands van Roly Bonevacia voor Curaçao | Interlands van Roly Bonevacia voor Curaçao | Interlands van Roly Bonevacia voor Curaçao | Interlands van Roly Bonevacia voor Curaçao | Interlands van Roly Bonevacia voor Curaçao | Interlands van Roly Bonevacia voor Curaçao |
| №                                          | Datum                                      | Wedstrijd                                  | Uitslag                                    | Competitie                                 | Goals                                      |                                            |
| Als speler bij Western Sydney Wanderers    | Als speler bij Western Sydney Wanderers    | Als speler bij Western Sydney Wanderers    | Als speler bij Western Sydney Wanderers    | Als speler bij Western Sydney Wanderers    | Als speler bij Western Sydney Wanderers    | Als speler bij Western Sydney Wanderers    |
| ------------------------------------------ | ------------------------------------------ | ------------------------------------------ | ------------------------------------------ | ------------------------------------------ | ------------------------------------------ | ------------------------------------------ |
| 1.                                         | 5 juni 2019                                | India – Curaçao                            | 1 – 3                                      | King's Cup                                 | 15'                                        |                                            |
| 2.                                         | 8 juni 2019                                | Vietnam – Curaçao                          | 1 – 1 (5 – 6 wns)                          | King's Cup                                 |                                            |                                            |

## Erelijst
Ajax
- Eredivisie: 2010/11

 Curaçao
- King’s Cup: 2019

Individueel
- PFA A-League Team of the Season: 2015/16